# توماس ال. کلینگمن
توماس ال. کلینگمن (به انگلیسی: Thomas L. Clingman) سناتور سابق عضو حزب دموکرات ایالات متحده آمریکا بود. وی در سال ۱۸۵۸ تا ۱۸۶۱ میلادی سناتور ایالت کارولینای شمالی در سنای ایالات متحده آمریکا بود.